# Le Samyn de 2023
A 55.ª edição da competição de ciclismo Le Samyn de 2022 foi uma corrida de ciclismo disputada a 28 de fevereiro de 2023 na Bélgica, sobre um percurso de 209 km com início na localidade de Quaregnon e final em Dour.

## Equipas participantes
Tomaram parte na corrida 20 equipas: 7 de categoria UCI WorldTeam, 7 de categoria UCI ProTeam e 6 de categoria Continental. Formaram assim um pelotão de 145 ciclistas dos que acabaram 72. As equipas participantes foram:
| Equipes WorldTeam (7)- Soudal Quick-Step - Alpecin-Deceuninck - Intermarché-Circus-Wanty - AG2R Citroën Team - Arkéa-Samsic - Team DSM - Trek-Segafredo Equipes ProTeam (7)- Bingoal WB - Team Flanders-Baloise - Lotto Dstny - Human Powered Health - Israel-Premier Tech - Q36.5 Pro Cycling Team - Uno-X Pro Cycling Team Equipes Continentais (6)- Matériel-vélo.com - Tarteletto-Isorex - Go Sport-Roubaix Lille Métropole - Leopard TOGT Pro Cycling - AT85 Pro Cycling - XSpeed United Continental |
| |

## Classificação final
- A classificação finalizou da seguinte forma:[3]

| \| Classificação geral \| Classificação geral \| Classificação geral \| Classificação geral \| Classificação geral \| \| Ciclista \| Ciclista \| Equipe \| Tempo \| \| \| ------------------- \| -------------------- \| ------------------------ \| ------------------- \| ------------------- \| \| 1. \| Milan Menten \| Lotto Dstny \| 4h49m28s \| \| \| 2. \| Hugo Hofstetter \| Arkéa-Samsic \| + 0s \| \| \| 3. \| Edward Theuns \| Trek-Segafredo \| + 0s \| \| \| 4. \| Alberto Dainese \| Team DSM \| + 0s \| \| \| 5. \| Luca Mozzato \| Arkéa-Samsic \| + 0s \| \| \| 6. \| Søren Kragh Andersen \| Alpecin-Deceuninck \| + 0s \| \| \| 7. \| Pierre Gautherat \| AG2R Citroën Team \| + 0s \| \| \| 8. \| Mike Teunissen \| Intermarché-Circus-Wanty \| + 0s \| \| \| 9. \| Vito Braet \| Team Flanders-Baloise \| + 0s \| \| \| 10. \| Andreas Stokbro \| Leopard TOGT Pro Cycling \| + 0s \| \| |                      |                          |          |
| |                      |                          |          |
| Fonte: ProCyclingStats |                      |                          |          |
| Classificação geral |                      |                          |          |
| Ciclista | Ciclista             | Equipe                   | Tempo    |
| 1. | Milan Menten         | Lotto Dstny              | 4h49m28s |
| 2. | Hugo Hofstetter      | Arkéa-Samsic             | + 0s     |
| 3. | Edward Theuns        | Trek-Segafredo           | + 0s     |
| 4. | Alberto Dainese      | Team DSM                 | + 0s     |
| 5. | Luca Mozzato         | Arkéa-Samsic             | + 0s     |
| 6. | Søren Kragh Andersen | Alpecin-Deceuninck       | + 0s     |
| 7. | Pierre Gautherat     | AG2R Citroën Team        | + 0s     |
| 8. | Mike Teunissen       | Intermarché-Circus-Wanty | + 0s     |
| 9. | Vito Braet           | Team Flanders-Baloise    | + 0s     |
| 10. | Andreas Stokbro      | Leopard TOGT Pro Cycling | + 0s     |

## UCI World Ranking
Le Samyn outorgou pontos para o UCI World Ranking para corredores das equipas nas categorias UCI WorldTeam, UCI ProTeam e Continental. As seguintes tabelas são o barómetro de pontuação e os dez corredores que obtiveram mais pontos:
| Posição   | 1.º | 2.º | 3.º | 4.º | 5.º | 6.º | 7.º | 8.º | 9.º | 10.º | 11.º | 12.º | 13.º-15.º | 16.º-25.º |
| Pontuação | 125 | 85  | 70  | 60  | 50  | 40  | 35  | 30  | 25  | 20   | 15   | 10   | 5         | 3         |

| Classificação |                      |                          |        |
| Posição       | Ciclista             | Equipa                   | Pontos |
| ------------- | -------------------- | ------------------------ | ------ |
| 1.º           | Milan Menten         | Lotto Dstny              | 125    |
| 2.º           | Hugo Hofstetter      | Arkéa Samsic             | 85     |
| 3.º           | Edward Theuns        | Trek-Segafredo           | 70     |
| 4.º           | Alberto Dainese      | DSM                      | 60     |
| 5.º           | Luca Mozzato         | Arkéa Samsic             | 50     |
| 6.º           | Søren Kragh Andersen | Alpecin-Deceuninck       | 40     |
| 7.º           | Pierre Gautherat     | AG2R Citroën             | 35     |
| 8.º           | Mike Teunissen       | Intermarché-Circus-Wanty | 30     |
| 9.º           | Vito Braet           | Flanders-Baloise         | 25     |
| 10.º          | Andreas Stokbro      | Leopard TOGT             | 20     |